# Dendropanax
Dendropanax és un gènere de plantes de flors pertanyent a la família Araliaceae, consta de 92 espècies d'arbres perennes i arbusts, natius de Centreamèrica, Sud-amèrica, aquest d'Àsia i península Malaia.

## Taxonomia
- Dendropanax affinis
- Dendropanax alberti-smithii
- Dendropanax amplifolius
- Dendropanax arboreus
- Dendropanax bilocularis
- Dendropanax blakeanus
- Dendropanax bolivianus
- Dendropanax borneensis
- Dendropanax bracteatus
- Dendropanax brasiliensis
- Dendropanax brevistylus
- Dendropanax burmanicus
- Dendropanax caloneurus
- Dendropanax capillaris
- Dendropanax caucanus
- Dendropanax chevalieri
- Dendropanax colombianus
- Dendropanax compactus
- Dendropanax confertus
- Dendropanax cordifolius
- Dendropanax cuneatus
- Dendropanax cuneifolius
- Dendropanax dariensis
- Dendropanax dentiger
- Dendropanax elongatus
- Dendropanax exilis
- Dendropanax fendleri
- Dendropanax filipes
- Dendropanax glaberrimus
- Dendropanax globosus
- Dendropanax gonatopodus
- Dendropanax gracilis
- Dendropanax grandiflorus
- Dendropanax grandis
- Dendropanax hainanensis
- Dendropanax heterophyllus
- Dendropanax hoi
- Dendropanax hondurensis
- Dendropanax inflatus
- Dendropanax kwangsiensis
- Dendropanax lancifolius
- Dendropanax langbianensis
- Dendropanax langsdorfii
- Dendropanax larensis
- Dendropanax latilobus
- Dendropanax laurifolius
- Dendropanax lehmannii
- Dendropanax leptopodus
- Dendropanax macrocarpus
- Dendropanax macrophyllus
- Dendropanax macropodus
- Dendropanax maingayi
- Dendropanax marginiferus
- Dendropanax maritimus
- Dendropanax monogynus
- Dendropanax morbiferus
- Dendropanax neblinae
- Dendropanax nervosus
- Dendropanax nutans
- Dendropanax oblanceatus
- Dendropanax oblongifolius
- Dendropanax oliganthus
- Dendropanax oligodontus
- Dendropanax pachypodus
- Dendropanax pallidus
- Dendropanax palustris
- Dendropanax panamensis
- Dendropanax parvifloroides
- Dendropanax pendulus
- Dendropanax poilanei
- Dendropanax populifolius
- Dendropanax portlandianus
- Dendropanax praestans
- Dendropanax productus
- Dendropanax proteus
- Dendropanax punctatus
- Dendropanax querceti
- Dendropanax ravenii
- Dendropanax resinosus
- Dendropanax selleanus
- Dendropanax sessiliflorus
- Dendropanax siamensis
- Dendropanax stellatus
- Dendropanax swartzii
- Dendropanax tessmannii
- Dendropanax trifidus
- Dendropanax trilobus
- Dendropanax umbellatus
- Dendropanax venosus
- Dendropanax weberbaueri
- Dendropanax williamsii
- Dendropanax yunnanensis